# Domingo Bureau
Domingo Buerau Vázquez (1834 - 13 de febrero de 1903) fue un comerciante, empresario y político mexicano, partidario del imperio de Maximiliano I de México. Fue nombrado gobernador de Yucatán y comisiario imperial en 1866. Fue también comisario imperial en el estado de Veracruz a partir del 20 de octubre de 1866. Más tarde, en 1880, alcalde de la ciudad de Veracruz, desarrollando en ese puerto gran cantidad de obras públicas civiles.

## Datos biográficos
Realizó sus estudios en el puerto de Veracruz. Desde joven militó en el Partido Conservador. Fue partidario del emperador Maximiliano I de México quien lo hizo regidor del ayuntamiento de Veracruz y comisario imperial de los departamentos de Veracruz, Tuxpan y Tehuantepec. En 1866 fue nombrado para sustituir a José Salazar Ilarregui como comisario imperial en Yucatán. Durante su encargo creó por decreto el Museo Público de Arqueología. A los pocos meses fue regresado a Veracruz para desempeñarse nuevamente como comisario imperial en ese lugar.
Al término del imperio salió auto-exiliado a La Habana, Cuba en donde permaneció un tiempo. Se acogió al decreto de amnistía del presidente Benito Juárez y regresó a su país. En 1880 volvió a ser funcionario público desempeñándose como presidente del ayuntamiento del puerto de Veracruz, cargo en el que realizó importantes obras urbanas que lo consagraron como un alcalde ejemplar.
Murió en el puerto de Veracruz el 3 de febrero de 1903. El acta de defunción se expidió al día siguiente:
"En la tres veces heróica ciudad de Veracruz, a las 3 1/2 tres y media de la tarde del 4 cuatro de febrero de 1903 mil novecientos tres, ante mi, Juan B. Reyes, Juez interino del Estado Civil del Cantón, compareció el Señor Pastor Echeverria, natural de la Ysla de Cuba, vecino de esta, de 34 treinta y cuatro años, casado, carpintero, domiciliado en la casa número 7 siete de la callejuela de J. J. Herrera, y declaró: que según el certificado que presentó expedido por el doctor B. Benites, ayer a las 11 once de la noche falleció de Mal de Bright, en la casa número 7 siete de la callejuela de Santa María, el ciudadano Domingo Bureau, de este origen y vecindad, de 69 sesenta y nueve años, empleado, casado con Trinidad Navarrete, ..." 